# Hogna deweti
Hogna deweti este o specie de păianjeni din genul Hogna, familia Lycosidae, descrisă de Roewer, 1959. Conform Catalogue of Life specia Hogna deweti nu are subspecii cunoscute.